# Bo Broomé
Nils Gustav Bo Broomé, född 18 oktober 1936 i Malmö Sankt Petri församling, Malmöhus län, död 10 juli 2014 i Malmö Sankt Johannes församling, Skåne län, var en svensk jurist och domare.
Bo Broomé blev juris kandidat vid Lunds universitet 1962. Efter tingstjänstgöring 1962–1965 i Oxie och Skytts domsaga utnämndes han 1965 till fiskal i Hovrätten över Skåne och Blekinge. Han var tingssekreterare 1967–1969, utnämndes till hovrättsassessor 1974 och hovrättsråd i Hovrätten över Skåne och Blekinge 1980. Utöver domarkarriären var Broomé sekreterare i grundlagsberedningen 1969–1972, blev sakkunnig i Justitiedepartementet 1972, departementsråd 1977, rättschef 1979 och statssekreterare 1981.
Han var justitieråd i Högsta domstolen 1983–1987 och hovrättspresident i Hovrätten över Skåne och Blekinge 1987–2001.
Bo Broomé utsågs år 2000 till hedersdoktor vid juridiska fakulteten i Lund.